# Achmied Batajew
Achmied Sułtanowicz Batajew (ros. Ахмед Султанович Батаев; ur. 23 września 1991) – rosyjski, a od 2020 roku bułgarski zapaśnik startujący w stylu wolnym. Z pochodzenia jest Czeczeńcem
Zajął piąte miejsce na mistrzostwach świata w 2022. Wicemistrz Europy w 2022. Trzeci w indywidualnym Pucharze Świata w 2020 roku.